# Acetoacetat de etil
Acetoacetatul de etil este un compus organic, fiind esterul etilic al acidului acetoacetic. Este un lichid incolor. Este utilizat pe scară largă ca intermediar în producția unei mari varietăți de compuși.

## Obținere
La scară largă, acetoacetatul de etil este produs industrial prin tratarea dicetenei cu etanol.
Prepararea în laborator a acetoacetatului de etil este o procedură clasică. Aceasta implică condensarea Claisen a acetatului de etil. Doi moli de acetat de etil se condensează pentru a forma câte un mol de acetoacetat de etil și etanol.

## Proprietăți
Acetoacetatul de etil prezintă tautomerie ceto-enolică. Sub formă de lichid pur la 33 °C, forma enolică reprezintă 8%, restul fiind forma cetonică.
Forma enolică are caracter moderat acid. Astfel, acetoacetatul de etil se comportă similar acetilacetonei:
{\displaystyle {\ce {CH3C(O)CH2CO2C2H5 + NaH -> CH3C(O)CHNaCO2C2H5 + H2}}}
Carbanionul astfel rezultat suferă reacții de substituție nucleofilă. Acetoacetatul de etil este adesea utilizat în sinteze ale esterilor acetoacetici, comparabil cu malonatul de dietil în sinteza esterului malonic sau în condensarea Knoevenagel. După alchilarea și saponificarea sa, este posibilă și decarboxilarea termică.